# Berthold (Livland)
Bertold, Bischof von Livland (auch Berthold, Bertold, Apostel der Liven, Bertold von Loccum, Bertholdus; * 12. Jahrhundert; † 24. Juli 1198) war der zweite Bischof in Livland. Er war der Anführer des ersten Livlandkreuzzuges und starb nach zweijähriger Amtszeit als Bischof in einer Schlacht gegen die Liven bei Riga. Er wurde im Rigaer Dom bestattet und als Märtyrer und Heiliger bis zur Reformationszeit verehrt.